# Ligden Khan
Ligden Khan (mongol bitchig : ᠯᠢᠭᠳᠡᠨ
ᠬᠠᠭᠠᠨ, Translittération VPMC : Ligden qaɣan ; cyrillique : Лигдэн хаан, MNS : Ligden khaan), également appelé Ligden Khutugt khaan (mongol cyrillique : Лигдэн Хутугт хаан), Ligden ou encore Lindan Han (chinois : 林丹汗 ; pinyin : líndān hàn), est un khan des Tchakhars né en 1588. C'est le dernier Khagan (titre d'empereur chez les turco-mongols), de 1603 à sa mort en 1634, de la lignée Bordjigin de Gengis Khan à régner sur la Dynastie Yuan du Nord, depuis sa capitale, Tsagaan Suvrage (signifiant pagode blanche). Il est également appelé Döchin Khan ou Khan des 40 tümen mongols.

## Biographie
En 1603 ou 1604, il succède à Buyan Sechen Khan au poste de khagan.
Ligdan Khan, souhaitant unifier les Mongols par des moyens pacifiques en utilisant la religion, établit des contacts au Tibet avec des lamas sakyapa.
Il mène des raids contre les Khortchin, les Dörvöd et les Gorlos dont les chefs se sont alliés aux Mandchous. 
En 1619, sa tentative d'alliance avec la Dynastie Ming contre Abahai, échoue.
En 1625, il se bat contre les forces Mandchous et en 1628 attaque les avant-postes Ming.
Une première confrontation entre Ligdan et une alliance de princes mongols occasionne de lourdes pertes dans les deux camps en 1627.
En 1628, une armée conjointe de Mongols et de Mandchous attaque les Tchakhars en Mongolie-Intérieure et les refoulent vers l'ouest, ce qui permet aux Mandchous de franchir la Grande Muraille en 1629 et de menacer Pékin, avant de se retirer en 1630.
Il fait construire de nombreux temples et fait venir des lamas tibétains en Mongolie. De 1628 à 1629, il rassemble 30 traducteurs pour faire traduire la plupart des textes ecclésiastiques tibétains en mongol, dont le sutra tibétain « Kandjour »,.
Il fonde des monastères qui deviennent des propriétés féodales, dirigées par les hautes personnalités de la hiérarchie ecclésiastique, issus de la classe des seigneurs féodaux laïques.[réf. nécessaire]
En 1630 les Khorchin s'allient avec les Ordos et les Toumètes pour faire choir Ligdan, et 40 000 Chahars sont tués.
Ligdan, détenteur légitime du titre de Grand Khan, s’efforce de rassembler les féodaux qui redoutent le renforcement de son pouvoir davantage que les Mandchous. Quand ceux-ci apprennent que Ligdan a conclu une alliance avec la dynastie Ming, han, déchue en 1644, contre les Mandchous de la dynastie Qing, qui dominant alors la Chine impériale, ils ne veulent pas froisser les Mandchous et l'abandonnent. Certains d’entre eux se rallient aux Mandchous, tandis que d’autres marchent vers le nord et s’établissent dans le khanat khalkha.
Vaincu par les forces coalisées de Mandchous et de Mongols[Lesquels ?] en 1632, Ligdan Khan se réfugie au Kokonor (dans le Qinghai actuel). Il y est de nouveau attaqué et défait par les Mandchous. Il réussit à s'enfuir et crée une nouvelle alliance avec Tsogt Taij.
Il y meurt de la variole en 1634 à Sharatala(aujourd'hui Shara-Tala (ceb) en Bouriatie). Son fils Ejei Khan lui succède comme khagan. En 1635, l'empereur de Chine, fondateur de la dynastie Qing et Khan Mandchou, Huang Taiji envoie une expédition qui capture sa veuve et son fils. Ce dernier retourne en Mongolie-Intérieure avec de nombreux survivants Tchahars. Les Khalkhas de Mongolie du Nord se soumettent aux Mandchous en 1691, ceux-ci y appliquent alors le Régime des ligues et bannières. Le sceau impérial tombe aux mains du khan mandchou, qui peut dès lors prétendre à la souveraineté sur les Mongols.[réf. nécessaire]